# Abergement-lès-Thésy
Abergement-lès-Thésy é uma comuna francesa na região administrativa de Borgonha-Franco-Condado, no departamento do Jura. Estende-se por uma área de 4,63 km². Em 2010 a comuna tinha 59 habitantes (densidade: 12,7 hab./km²).